# Krankenhaus Göggingen

Ehemaliges Krankenhaus Göggingen

Das ehemalige Krankenhaus Göggingen ist ein neobarockes Gebäude mit einem übergiebelten Mittel- und zwei Eckrisaliten im Augsburger Stadtteil Göggingen. Zusammen mit der dazugehörigen Parkanlage wurde es unter Denkmalschutz gestellt.
Bis 1981 war hier das 1901 gegründete Belegkrankenhaus der 1972 nach Augsburg eingemeindeten Stadt Göggingen untergebracht. Heute ist darin ein Heim für geistig behinderte Menschen eingerichtet, das Clemens-Högg-Haus.

## Geschichte
Die zu diesem Zeitpunkt noch selbstständige Stadt Göggingen ließ um die Wende des 19. zum 20. Jahrhundert am Römerweg ein Krankenhaus mit einer großen Grünanlage errichten, das Fachabteilungen für Gynäkologie und Innere Medizin besaß. Das medizinische Personal des Krankenhauses wurde von Belegärzten gestellt.

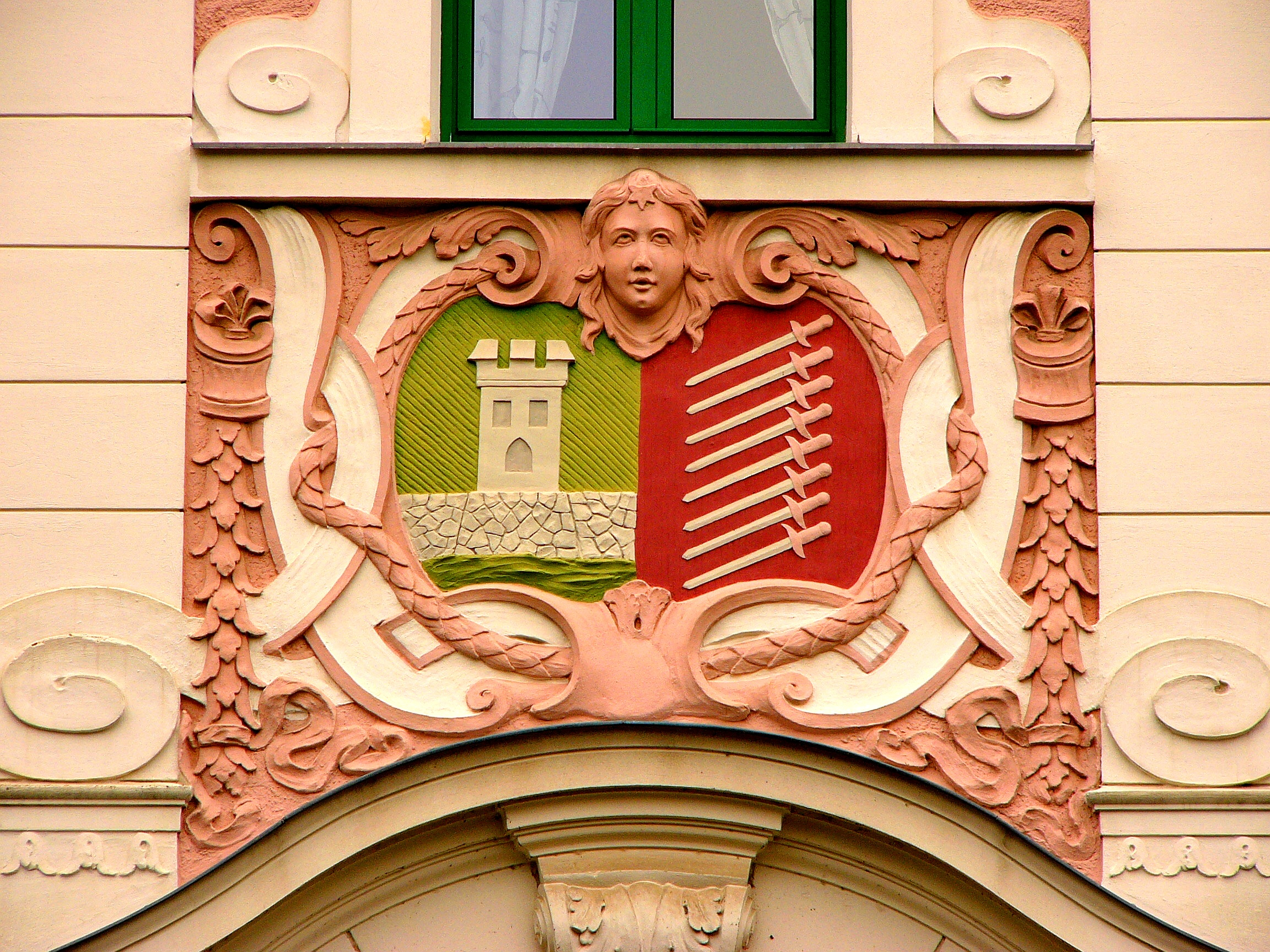
Wappenkartusche über dem Portal

Im Zuge der Gebietsreform in Bayern wurde Göggingen 1972 zu Augsburg eingemeindet und das bisher selbstständig geführte Krankenhaus dem Krankenhauszweckverband Augsburg, der von Stadt und Landkreis Augsburg getragen wird, angeschlossen. Schon bald zeigte sich, dass die belegärztlich geführten Abteilungen wegen der anderen Augsburger Krankenhäuser – allen voran das Zentralklinikum – nicht mehr benötigt wurden. Aus diesem Grund wurde das Krankenhaus Göggingen 1981 geschlossen und das Personal versetzt.
Das Gebäude am Römerweg wurde nach Umbaumaßnahmen der Arbeiterwohlfahrt übergeben, die darin ein Heim für geistig behinderte Menschen einrichtete. Zu Ehren des Augsburger Landtagsabgeordneten Clemens Högg, der 1945 im Konzentrationslager Bergen-Belsen starb, heißt es heute Clemens-Högg-Haus. Das Gebäude und die zugehörige Parkanlage wurden unter Denkmalschutz gestellt.